# Adamas (serie televisiva)
Adamas (아다마스?, AdamaseuLR) è una serie televisiva sudcoreana trasmessa su tvN dal 27 luglio al 15 settembre 2022. In lingua italiana è disponibile su Disney+.

## Trama
I fratelli gemelli Woo-sin e Su-hyeon lottano contro il male per svelare la verità dietro un omicidio avvenuto 22 anni prima allo scopo di scagionare il loro padre biologico, accusato e giustiziato per l'omicidio del loro patrigno.

## Personaggi e interpreti
- Ha Woo-sin, interpretato da Ji Sung
- Song Su-hyeon, interpretato da Ji Sung
- Eun Hye-soo, interpretata da Seo Ji-hye
- Kim Seo-hee, interpretata da Lee Soo-kyung